# Il Sud
Il Sud (El sur) è un racconto di Jorge Luis Borges, appartenente alla seconda parte della raccolta Finzioni. Pubblicato per la prima volta su La Nación, l'8 febbraio 1953, venne incluso dall'autore nella seconda edizione di Ficciones del 1956.

## Trama
Juan Dahlmann lavora in una biblioteca di Buenos Aires e nel tempo libero cerca di leggere un volume da Le mille e una notte. Rincasando una sera, ha un incidente e sbatte la fronte nel buio. Il mattino dopo Dahlmann è in preda alla febbre e, nonostante il conforto di medico e amici, non riesce a guarire. Otto giorni dopo è trasportato in una clinica dove sente che gli conficcano un ago nella testa e questa è la sua ultima impressione. Molto più tardi, a distanza di numerosi giorni, Dahlmann si risveglia e apprende che è stato sul punto di morire per una setticemia. Passa la convalescenza e decide di fare un viaggio al sud, dove ha ancora una proprietà della famiglia materna.
Gli è compagno di viaggio lo stesso volume che aveva la sera dell'incidente: sul treno egli tenta di leggere, ma si perde nella visione delle pianure che paiono portare alla fine del mondo. Avvertito che dovrà scendere a varie miglia dalla sua mèta, si appresta a cercare un calesse per continuare il viaggio e gli viene indirizzato un vecchio emporio, dove forse troverà la vettura.
Entrato, si siede a un tavolino e si nasconde dietro alle pagine del suo libro. Non vorrebbe essere disturbato da alcuni avventori ubriachi, seduti lì vicino. A parte questi, c'è un solo altro uomo, un vecchio gaucho.
Mentre sta mangiando, una pallina di mollica gli arriva nel piatto. Dahlmann non cede alla provocazione, così arriva un'altra pallina ed è costretto ad alzare gli occhi verso gli ubriachi. Il proprietario gli raccomanda di non badare a quella gente, ma lo ha incautamente chiamato per nome e, come in un sogno, Dahlmann crede ormai di dover rispondere ad ogni costo. Insultato da uno degli ubriachi, il quale esagera il suo stato, sa di essere disarmato, eppure il destino, nella persona del vecchio gaucho, gli fa arrivare un affilato coltello. Dahlmann lo raccoglie e accetta la sfida: va a morire sotto le stelle e per un'inezia, dicendosi che se ciò fosse accaduto la sera in cui gli infilarono l'ago, a lui sarebbe piaciuto battersi e soccombere.

## Edizioni
- La Nación, 8 febbraio 1953;
  - Finzioni, trad. e cura di Antonio Melis, Collana Biblioteca Adelphi n.445, Milano, Adelphi, 2003, ISBN 88-459-1427-5.